# Matthias Gaudron
Matthias Gaudron FSSPX (* 4. April 1965 in Königstein im Taunus) ist ein deutscher traditionalistischer römisch-katholischer Priester der Priesterbruderschaft St. Pius X., Dogmatiker und Autor.

## Leben
Gaudron legte 1984 das Abitur an der Bischof-Neumann-Schule in Königstein im Taunus ab und trat anschließend in das Internationale Priesterseminar Herz Jesu in Zaitzkofen ein, wo er nach dem Studium der Philosophie und Theologie am 1. Juli 1990 die Priesterweihe empfing. Nach einem Jahr als Kaplan im Priorat der Priesterbruderschaft St. Pius X. in Saarbrücken übernahm er ab 1991 die Vorlesungen in Dogmatik am Priesterseminar in Zaitzkofen. Von 1998 bis 2003 war er Regens des Priesterseminars. Im Sommer 2006 schied er aus dem aktiven Lehrkörper des Priesterseminars aus, um Aufgaben in der Seelsorge zu übernehmen. Von 2006 bis 2007 war er Prior des Priorats St. Judas Thaddäus in Kleinwallstadt; 2007 wurde Gaudron zum Rektor der Schulen der Priesterbruderschaft in Saarbrücken ernannt. Gaudron unterrichtet im Priesterseminar Zaitzkofen Dogmatik und Akte des Lehramtes für das Spiritualitätsjahr.
Seine Publikationen zur Dogmatik vertreten die philosophisch-theologische Lehrrichtung des Thomismus und eine kritische Haltung zum Kirchenbild des Zweiten Vatikanischen Konzils.

## Veröffentlichungen (in Auswahl)
- Das Leiden und die Verherrlichung Jesu nach den vier Evangelien. In: Eine Erklärung der Evangelien. Band 2. Sarto-Verlag, Bobingen 2020, ISBN 978-3-96406-047-1.
- Das Leben Jesu nach dem Evangelisten Johannes (Kapitel 1–17). In: Eine Erklärung der Evangelien. Band 1. Sarto-Verlag, Bobingen 2018, ISBN 978-3-96406-003-7.
- Katechismus zur kirchlichen Krise. 100 Fragen und Antworten. 4. erweiterte und aktualisierte  Auflage. Sarto-Verlag, Bobingen 2017, ISBN 978-3-943858-87-7.
- Entstehung der Evangelien. 2. Auflage. Sarto-Verlag, Bobingen 2013, ISBN 978-3-943858-18-1.
- Die Messe aller Zeiten. Ritus und Theologie des hl. Meßopfers. 3. Auflage. Sarto-Verlag, Stuttgart 2012, ISBN 978-3-943858-04-4.